# Éric Cailleaux
Éric Cailleaux, né le 4 mai 1959 au Raincy, est un ancien joueur international français de handball évoluant au poste de demi-centre.
Joueur français le plus doué de sa génération dans les années 1980, il était le leader incontestable et le maître à jouer de l'équipe de l'USM Gagny, avec lequel il est devenu champion de France à 5 reprises. 
Par ailleurs, il a été le premier joueur français à évoluer en Espagne lors de son passage au BM Granollers entre 1983 et 1984. Il est alors sanctionné par la Fédération française de handball en décembre 1983 d'une radiation à vie de la Fédération. Celle-ci est levée, à une faible majorité, par le Conseil d'Administration de la Fédération française de handball au printemps 1984, décision qui autorise Cailleaux à signer pour son ancien club, l'USM Gagny.
En mai 1988, à l'occasion du Tournoi des Capitales, il retrouve l'Équipe de France après trois ans d'absence. Malgré de bonne prestations, il décide de mettre un terme à sa carrière internationale en octobre 1988 : « J'aurai pu effectivement continuer jusqu'au Mondial. Mais sincèrement, cela m'ennuyait d'arriver en cours de route dans un groupe qui obtient des résultats... et qui, au fil du temps, prouve sa valeur... » .

## Palmarès

### En équipe de France
- 114 sélections en équipe de France entre 1978 et 1985 et en entre mai et octobre 1988[8],[1]

### En club
- Championnat de France
  - Vainqueur (5) : 1981, 1982, 1985, 1986 et 1987
  - Deuxième (1) : 1980
  - Troisième (2) : 1989 et 1990
- Coupe de France
  - Vainqueur (1) : 1987
  - Finaliste (2) : 1985 et 1990

### Distinctions
- Nommé dans l'élection des meilleurs joueurs français du XXe siècle (Sept de diamant)[9]